# Pylorus

Gray’s Anatomy: Magen mit Pylorus (Umriss)

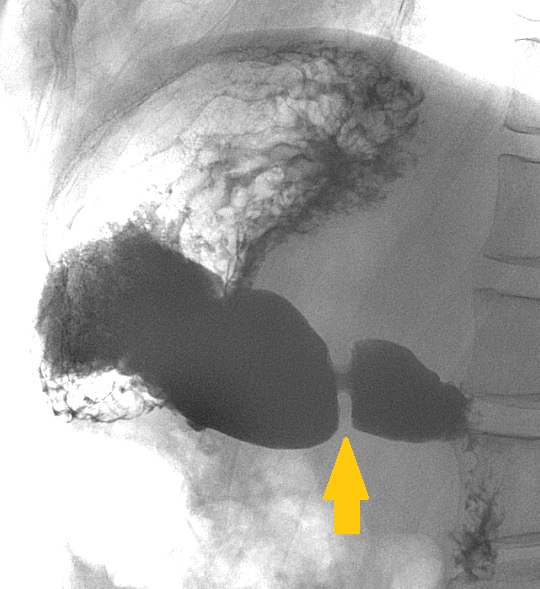
Übergang zwischen Magen und Zwölffingerdarm in Kontrastmittelröntgenaufnahme (Pfeil=Pylorus)

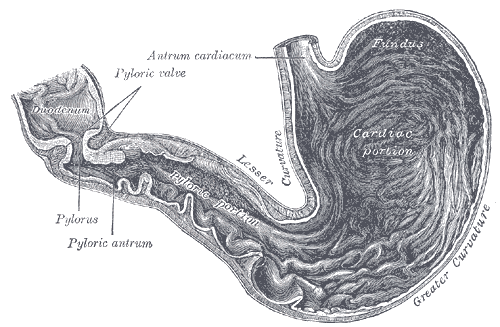
Gray’s Anatomy: Magen mit Pylorus (Lithographie)

Der Pylorus (altgriechisch πυλωρός pylōrós, deutsch ‚Pförtner‘), das Ostium pyloricum, der Magenausgang oder Magenpförtner ist der letzte Abschnitt des Magens zwischen dem Antrum pyloricum („Pförtner-Vorraum“) und dem Zwölffingerdarm (Duodenum). In seiner Wand bildet die ringförmig angeordnete glatte Muskulatur einen Schließmuskel, den Musculus sphincter pyloricus. Der Pylorus ist in Ruhe geschlossen. Er hat die Aufgabe, den Weitertransport des Nahrungsbreis vom Magen in den Darm zu regulieren. Bei vielen Paarhufern weist der Pylorus durch Drüsen in der Submukosa und Verdickung der Ringmuskelschicht einen Wulst (Torus pylori) auf, der die Öffnung des Magenpförtners verengt.

## Funktionsweise
Bei leerem Magen ist der Pylorus entspannt. Die Regulierung der Öffnung und des Schlusses des Pylorus ist ein komplizierter und noch nicht in allen Aspekten verstandener Vorgang. Nicht jeder peristaltischen Welle des Magens folgt auch eine Pylorusöffnung. Der Energiegehalt der Nahrung, osmotischer Druck und pH-Wert in Magen und Zwölffingerdarm spielen dabei eine Rolle. Die Magenentleerung wird dabei sowohl vom enterischen Nervensystem der Magenwand als auch vom Nervus vagus und verschiedenen Hormonen gesteuert. Flüssigkeiten und Nahrungspartikel kleiner als ein Millimeter passieren den Pylorus schnell, während gröbere Nahrungsbestandteile zurückgehalten und im Magen weiter verkleinert werden.
Durch kurzzeitige Öffnung des Pylorus gelangt ein kleiner Anteil (Bolus) des Mageninhaltes (Chymus) in den Zwölffingerdarm. Der die Öffnung auslösende Pylorusreflex ist ein viszero-viszeraler Reflex, welcher den Muskel bei alkalischem (hoher pH-Wert) Chymus im Zwölffingerdarm schließt und ihn bei saurem oder fettem Chymus öffnet. Gastrische Motilität bewirkt eine Leerung des Magens, während postprandiale Motilität darauf gerichtet ist, Nahrung zwischen den Mahlzeiten zurückzuhalten, um eine kontinuierliche Abgabe zu gewähren. Die gastrische Motilität spielt eine Schlüsselrolle bei den die Nahrungsaufnahme regulierenden Empfindungen von Sattheit, Hunger und Völlegefühl.

## Funktionsstörungen
Eine Verengung mit funktionellem Verschluss wird als Pylorusstenose oder Magenausgangsstenose bezeichnet. Die hypertrophe Pylorusstenose ist vorwiegend nerval bedingt und tritt nahezu ausschließlich bei Kindern auf. Die dabei auftretende Hypertrophie der Ringmuskulatur des Magenausgangs muss chirurgisch beseitigt werden. Über erste Entfernungen des Pylorus bei drei (nach der Operation jedoch gestorbenen) Hunden berichtete Daniel Carl Theodor Merrem aus Gießen 1810. Die erste Pylorusresektion am Menschen führte Jules Péan am 9. April 1879 durch. Gelegentlich kann eine Pylorusstenose auch durch Verengung des Pyloruskanals infolge von Magenkrebs oder Vernarbungen nach Magengeschwüren entstehen. In der Tiermedizin treten Pylorusstenosen vor allem bei Hunden auf. Angeborene Pylorusstenosen sind vor allem beim Deutschen Boxer und beim Boston Terrier häufig, erworbene treten vor allem bei Zwerg- und brachycephalen Rassen auf.
Schließt sich der Pylorus nicht oder sind die Verschlussmechanismen durch Magenoperationen außer Kraft gesetzt, gelangt alkalischer Inhalt des Zwölffingerdarms in den Magen (enterogastrischer Reflux), was zu einer Refluxgastritis führt. Dabei sind vor allem Gallensäuren und Lysolecithin Auslöser. Typisch sind hier morgendliches Erbrechen sowie Völlegefühl, Schmerzen im Oberbauch, Aufstoßen und Übelkeit, die sich bei Nahrungsaufnahme verstärken.